# Ray Luzier
Raymond Lee "Ray" Luzier (* 14. června 1970 Pittsburgh) je americký bubeník. Je stávajícím bubeníkem americké nu metalové skupiny Korn. Oficiálním členem skupiny je od roku 2009.

## Život a kariéra
Narodil se 14. června 1970 v Pensylvánii na farmě nedaleko Pittsburghu. Na bicí začal hrát v pěti letech, jako samouk. V prvních skupinách začal hrát na střední škole, kde hrál především na jazzových koncertech. Jeho velikou inspirací však byly skupiny AC/DC, Van Halen nebo Ozzy Osbourne. Po absolvování střední školy se přestěhoval do Hollywoodu, kde vystudoval vysokou školu zvanou "MI's Percussion Institute of Technology". Poté se začal živit jako instruktor bubnování a výuce rockového či jazzového stylu bubnování.
Tímto způsobem se živil až do roku 2001, ale již od roku 1997 začal hrát s kapelou David Lee Roth. Ve stejný rok také hrál v kapele Steel Panther, která se zformovala právě roku 1997, avšak z této kapely byl vyhozen, protože odmítl přestat jezdit na turné s kapelou David Lee Roth. V roce 2004 vydal své první DVD, na kterém ukazoval různé bubenické techniky a triky.
Roku 2007, po odchodu Davida Silverii ze skupiny Korn (již roku 2006), Korn uskutečnili několik turné s náhradním bubeníkem Joeym Jordisonem ze skupiny Slipknot. Joey však musel odejít zpět ke skupině Slipknot, jelikož v té době kapela připravovala své nové album All Hope Is Gone. Skupina Korn byla nucena hledat nového bubeníka, proto se Ray rozhodl v Seattlu podstoupit pohovor s Munkym a Fieldym. Podmínkou skupiny bylo zahrát alespoň 5 songů z jejich repertoáru, Ray jich zvládl přibližně 30 a tak byl přijat do skupiny.
První vystoupení se skupinou Korn se odehrálo 13. ledna roku 2008 v Dublinu, od té doby se skupinou hraje na téměř každém koncertě. Se skupinou nahrál jejich deváté studiové album Korn III: Remember Who You Are a poté byl Jonathanem Davisem oficiálně prohlášen za člena Korn. V červnu roku 2008 také Luzier vyhrál cenu "UltimateRockGods".
V roce 2014 vydal své první CD album nazvané "KXM" společně se svojí stejnojmennou skupinou, ve které byl on, kytarista George Linch a bassista/zpěvák Doug Pinnick.
V osobním životě je ženatý s modelkou Aspen Brandy Leou, se kterou měl uzavřenou rodinnou svatbu 29. června 2016. Má 2 syny, kteří se jmenují Hudson Ray Luzier (15.2. 2011) a Beck Jagger Luzier (17.3. 2015). Oba syny měl se svou ženou již před svatbou, protože spolu žijí od roku 2009.

## Vybavení
Svou výbavu mění podle potřeby a podle stylu, který zrovna hraje. Aktuálně má smlouvu s firmou Pearl Drums, činely Sabian, blánami Remo, DW hardware a paličkami Vic Firth.
Charakteristika jeho bicí soupravy Pearl Granite Sparkle Series:
- 24x16" Basový buben
- 24x16" Basový buben
- 7x14" Rytmický buben
- 12x8" Tom
- 13x9" Tom
- 14x14" Floor Tom
- 16x16" Floor Tom
- 18x16" Floor Tom

Činely:
- 19" Sabian AAXplosion Crash
- 18" Sabian APX O-zone Crash
- 14" Sabian AA Regular or HHX Groove Hats
- 18" Sabian AAX Chinese
- 20" Sabian AA China
- 14" Sabian Vault Crash
- 10" Sabian Glennie's Garbage Splash
- 19" Paragon China
- 14" Sabian HHX China
- 21" Sabian AA Rock Ride
- 18" Sabian HHX O-zone Crash
- 20" Sabian HH Xplosion Crash
- 12" Sabian Radia Cup Chime
- 10" Factory Metal Percussion Celtic Bell
- 2 Custom Sabian "Trash" Spiral Cymbals
- 12" Factory Metal Percussion Cross Chrasherz
- Sabian Radia chinas mounted over assorted hi-hats, 14", 12", 10"